# رغم الأحزان (مسلسل)
رغم الأحزان (باللغة التركية:ötesiz insanlar) هو مسلسل درامي اجتماعي بوليسي تركي، عرض في تركيا على قناة سمانيولو بين 21 نوفمبر 2013 إلى 15 يونيو 2015.

## قصة المسلسل
تحكي قصة المسلسل عن الفتاة «إيليف» التي أعطيت لعائلة فقيرة في «الضيعة» لتربيها منذ ولادتها إلى أن تكبر ويجبرها أبوها على الزواج ومنعها من الدراسة بإسطنبول لكنها تريد ان تدرس بالجامعة لتصبح طبيبة ثم تلتقي بضابط يدعى «عزيز» ليساعدها، وفي يوم زواجها ساعدتها أمها التي تدعى «إلهام» لتهرب ثم تلتقى ب«عزيز» وتهرب معه إلى إسطنبول ثم تذهب إلى بيت «قدرت» الضابط الذي أعطتها أمها عنوانه ليتبين انه يحارب المحجبات وتتعرض لمشاكل عديدة ثم تعرف بأن «إلهام» ليست والدتها الحقيقية ويتزوجها ذاك الضابط «عزيز» وتبدأ معانتها مع «قدرت» وأهل الضابط اللذان لم يوافقوا على زواجها منه وتعرف من هم أهلها الحقيقيون، وبعد فترة يطلقها بسبب زواجه من بنت «قدرت» «سهام» الذي تقاعد، ثم تنجب طفل وتسميه «إبراهيم» لتبدأ محولات «سهام» في التخلص منها هي وابنها ولكنها لا تنجح وتموت ثم يقتل «قدرت» أمها «رنا» والتي تكون اخته ثم يحاول قتل ولدها «إبراهيم» لكنه لم ينجح في ذلك ثم ينتقم «قدرت» منها لموت ابنته فيأخذ منها ابنها ويسجن زوجها وتصبح طبيبة لتعيش سنوات بدون ابنها وزوجها ثم تسافر إلى كينيا وعند خروج «عزيز» من السجن يلحقها إلى هناك ويعيد لها ابنها.

## الشخصيات
- رغول ميراي شاهين : دور إيليف هي بطلة القصة ربتها عائلة تسكن في القرية منذ طفولتها حيث كبرت على دين الإسلام وكانت تضع الحجاب وتزوجت بضابط يدعى عزيز، وانتقلت إلى إسطنبول لتدرس وتصبح طبيبة، وكانت تعيش مع والدها الغير الحقيقي وابنته وصديقتين لها سوهيلا ونيڤين، وعانت كثيرًا مع قدرت الذي كان يحارب المحجبات، واكتملت المشاكل بعد زواجها بالضابط عزيز، الذي رفض والداه زواجه من امرأة محجبة، ولكنه أصر، وهكذا حتى جاء يوم تطلق فيه عزيز وإيليف وأنجبت إيليف ولدًا.
- باتوهان ايدار : دور عزيز هو ضابط مثل والده وقع في حب فتاة قروية تدعى إيليف، فتزوجها، لكن والديه رفضاها لأنها محجبة، ولكنه رغم كل ذلك بقي يحبها، إلى أن فرق بينهما القدر، وأنجب مع إيليف ولدًا يُدعى إبراهيم...
- قدرت: هو أكبر شرير في المسلسل، حيث أنه ضابط كبير في تركيا، ولكنه يحارب المحجبات، وله ابنان ولد وفتاة، ويستغل سلطته ومنصبه في التغطية على أعماله الإجرامية، ولكنه سيموت في النهاية بورم في النخاع الشوكي، وسيتخلى عنه الجميع خلال فترة مرضه ما عدا إيليف التي أذاها كثيرًا...
- سهام: سهام هي بنت قدرت وهي شريرة أيضًا، وتحب عزيز تفرقته عن إيليف فنجحت، كما كانت قد قتلت أخت إيليف الغير حقيقة جوليا ولم يعلم بالأمر أحد غير أمها وأبيها، ولكن والد جوليا كمال قتلها في النهاية انتقامًا لابنته. حيث أغرقها في مستنقع في مكان مهجور...
- كمال: هو والد إيليف الغير الحقيقي، وكل ما يهمه هو المال لأنه بخيل جدًا وفقير أيضًا، له ابنة تدعى جوليا وهو لا يُحب إيليف يتظاهر لها بذلك وحسب وقد قتله قدرت في النهاية، في نفس المكان الذي قتلت فيه ابنته سهام، لأن كمال هو من قتل سهام ثأرا لابنته جوليا...
- رنا: هي والدة إيليف الحقيقية أحبت من قبل رجلًا متدينا فتزوجته وأنجبت معه طفلة أسمتها إيليف لكنها اضطرت لإعطائها لأسرة في القرية لتربيتها، لأن أخاها قدرت رفض هذا الزواج وهذه الطفلة، وبعد ذلك التقت رنا بابنتها مجددًا ولكن قدرت أصابها بالرصاص ثم طلب من الطبيب الذي يعالجها بأن يقتلها، فنوه الطبيب للجميع بأنها قد ماتت لكنه نقلها لتعالج في مستشفى أخر، وحينما شفيت رنا وعادت إلى ابنتها كانت قد جنت ولكنها استردت عقلها في ما بعد ثم قتلت في النهاية على يد أخيها الذي كاد يفجرها بقنبلة موقوتة وحين فشلت خطته أطلق عليها النار...
- سوهيلا: هي من أعز أصدقاء إيليف أيضًا وهي محجبة لذلك حوربت أيضًا كما ساعدت إيليف كثيرًا، وهي طالبة كلية الحقوق ويقع في حبها صديق عزيز الضابط هشام ويتزوجها بعد أن تكمل دراستها وتتخرج من الجامعة بشهادة المحاماة.
- نيڤين: هي من أعز أصدقاء إيليف، ولكنها ليست محجبة وساعدت إيليف أيضًا...
- جوليا: هي ابنة كمال قتلتها سهام من دون قصد، ورمتها في بئر منزل كمال...
- إبراهيم: هو والد إيليف وهو متدين وساعد المحجبات كثيرا وتعرض للظلم وإلى محاولات القتل من قدرت وسجن ظلمًا وفي النهاية خرج من السجن وعاش الحرية.
- جنار: هي والدة عزيز، كانت رافضة في البداية لإيليف لكنها في مابعد أحبتها...
- نزار: هو ضابط وهو والد عزيز أيضًا، خدم قدرت لسنين، لأنه يخافه، ومنع ابنه بكل الطرق من الزواج بإيليف ولكنه ندم على ذلك في ما بعد وحاول قتل قدرت لكن محاولته باءت بالفشل.
- أيمن: هو ابن نزار وزوجة قدرت الأولى، وله بنت صغيرة، وقع في حب إيليف وأصبحا صديقين، لذلك كان دائمًا يتشاجر مع عزيز قبل أن يكتشف أنَّه أخوه، وتعتبر سهام أخته والعلاقة بينهما جيّدة.
- إبراهيم: هو ابن إيليف وعزيز.
- هالة: هي المرأة التي كان قدرت سيتزوجها لأنه يحبها، لكنها ستتزوجه من أجل منصبه فقط، وهي مديرة جامعة إسطنبول المركزية، وحاربت المحجبات بشتى الطرق، لكنها تخلت عن قدرت بعد أن أصيب بالورم.
- إيلينا: هي واحدة من المحجبات وهي تحاول تحدي السلطات ونصر المحجبات وتحرضهن للوقوف في وجه السلطة والدفاع عن حقوقهن لكن كل هدفها جلب المشاكل لهن، وكانت تستغل إيليف سوهيلا ونيڤين.
- رشا: هي صديقة سهام المفضلة وكانت تساعدها في أعمالها الشريرة.

هشام وهو ضابط في الشرطة وهو الصديق المقرب لعزبز ويساعد عزيز ويخلص اليف عدة مرات من المشاكل التي يزرعها قدرت كاراي وابنته سهام في طريقها ويقع في حب سهيلة صديقه اليف ويتزوجها بعد ما تتخرج من الجامعة وتصبح محاميه